# Montanos
Montanos (nebo latinizovaně Montanus, řecky Μοντανός; zemřel před rokem 179) byl charismatický křesťanský duchovní vůdce v Malé Asii. Spolu s dvojicí žen Priscillou a Maximillou vedl skupinu, která si říkala Nové proroctví a byla velmi populární. Teprve ve 4. století Cyril Jeruzalémský pro toto hnutí vymyslel název montanismus, kterým je označil jako herezi.

## Život a učení
O Montanovi je známo jen málo. Působil ve Frýgii (dnes ve středním Turecku). Pojetí, že byl zakladatelem hnutí později pojmenovaného po něm a že Priscilla a Maximilla byly jeho pomýlenými následnicemi, odpovídá stereotypu rané církevní hereziologie: mužský kacířský vůdce (heresiarcha) a jím svedené ženy. Na základě informací poskytnutých Eusebiem z Kaisareie dochází Christine Trevettová k závěru, že Montanos byl organizátorem shromáždění, která se konala ve městě Pepuza. Vybíral peníze, ze kterých byli placeni kazatelé Nového proroctví. Podle Eusebia byl také prorockým učitelem, který hlásal askezi a nařizoval zrušení manželství. Podle Trevettové důkazy nestačí k tomu, abychom Priscillu a Maximillu prohlásili za vůdkyně Nového proroctví, pro které Montanos pouze pracoval. Proto dospívá k tomu, že hnutí vedli všichni tři společně.
Eusebius cituje anonymní zdroj, který tvrdil, že Montanos byl čerstvý  konvertita, který ve vesnici Ardabau v Mýsii kolem roku 172 nebo 173 nečekaně upadl do extatického stavu a pronášel věštby, které odporovaly církevnímu učení. Teprve od 4. století se šířilo tvrzení, že Montanos byl před konverzí ke křesťanství knězem jiného kultu, buď Apollóna, nebo (podle Jeronýma) eunuchem kultu Kybely. Zdroj citovaný Eusebiem uvádí jako fámu, že Montanos a Maximilla spáchali sebevraždu oběšením „jako zrádce Jidáš“. To je zjevně nepřátelská polemika. Je pravděpodobné, že Maximilla žila ze zakládající trojice Nového proroctví nejdéle a nakonec vedla hnutí sama; datum Maximilliny smrti lze odhadnout rokem 179.
Stoupenci Nového proroctví sbírali a předávali si výroky (logia) svých vůdců; jedno Montanovo logion citované Epifaniem ze Salaminy naznačuje, jak frygický charismatik chápal sám sebe. Bůh prý skrze něj promlouvá: „Hle, člověk je jako lyra a já nad ním létám jako trsátko. Člověk spí a já ho budím." Heidrun Elisabeth Maderová poznamenává, že ve čtyřech logiích, která se od Montana dochovala, Bůh Otec, Stvořitel, mluví v první osobě prostřednictvím proroka. Pokud jde o jazyk, Montanos vyrostl na Septuagintě a v jeho hudebním podobenství lze zaslechnout helénistické motivy (Filón Alexandrijský). To, co Montanos prožil v extázi, podle něj dokáží všichni, nejen zvláště nadaní proroci.
Charakteristické pro Nové proroctví bylo charismatické vystupování s extatickými stavy a přísnými postními předpisy. Například by se věřící měli zdržet koupání, sexu a spánku. Mnoho křesťanů s přísnými pravidly sympatizovalo, zejména významný raně křesťanský teolog Tertullianus. V raných dobách Nového proroctví byla malá frygická města Pepouza a Tymion označována jako „Jeruzalém“, což pravděpodobně znamenalo, že se zde uskutečňuje ideální soužití křesťanů jako v rané jeruzalémské komunitě. Pravděpodobně až později se objevilo očekávání, že „Nový Jeruzalém“ zmíněný v Novém zákoně (kniha Zjevení) sestoupí poblíž vesnice Pepuza.